# Pomnik Wdzięczności Armii Czerwonej w Limanowej
Pomnik Wdzięczności Armii Czerwonej w Limanowej – pomnik, który znajdował się w parku miejskim w Limanowej w województwie małopolskim, rozebrany w czerwcu 2014 r.

## Historia
Pomnik powstał po II wojnie światowej na fali stalinizmu jako akt wdzięczności dla Armii Czerwonej, według projektu architekta Zbigniewa Gondka. Został wykonany przez lokalnego kamieniarza Władysława Wondra i do końca lat 60. znajdował się na terenie miejskiego rynku, skąd został przeniesiony do Parku Miejskiego w okolice Muzeum Regionalnego Ziemi Limanowskiej. Po przemianach demokratycznych w Polsce i rozpadzie ZSRR pomnik figurował w oficjalnym „Wykazie miejsc pamięci rosyjskich (radzieckich) obrońców ojczyzny poległych na terytorium Rzeczypospolitej Polskiej” będącym załącznikiem do umowy pomiędzy Rzecząpospolitą Polską a Federacją Rosyjską oraz w „Wykazie obiektów poświęconych Armii Czerwonej”. W 2012 r., Rada Miasta Limanowa podjęła uchwałę o rozbiórce pomnika na co wyraziły zgodę Rada Ochrony Pamięci Walk i Męczeństwa, Wojewódzki Urząd Ochrony Zabytków w Krakowie oraz Starostwo Powiatowe w Limanowej. Pomnik został rozebrany w czerwcu 2014 r..
W lipcu Ministerstwo Spraw Zagranicznych Federacji Rosyjskiej zażądało w tej sprawie wyjaśnień, oceniając wydarzenie jako rozpętywanie „wojny pomnikowej”. Według dokumentu Rady Ochrony Pamięci Walk i Męczeństwa strona rosyjska była poinformowana o rozbiórce; władze Limanowej podają, że pomnik był w złym stanie, wręcz zagrażał bezpieczeństwu i nawet nie wiadomo było co ma upamiętniać. 24 lipca polskie MSZ przekazało ambasadorowi Rosji w Polsce notę dyplomatyczną ze stwierdzeniem, że władze samorządowe działały zgodnie z prawem i umową między państwami, ponadto przez dwa lata od poinformowania strona rosyjska nie wykazywała zainteresowania odnową pomnika.